# 農林水産委員会

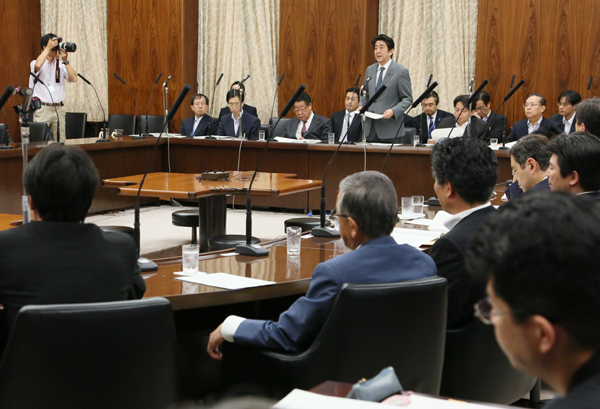
2014年6月、参議院農林水産委員会の様子

農林水産委員会（のうりんすいさんいいんかい）は、日本の衆議院・参議院における常任委員会の一つ。国会法第41条2項8号及び同条3項8号に規定される。

## 概要
農林水産委員会は、衆議院、参議院にそれぞれ置かれる常任委員会である。農林水産委員会が最初に置かれたのは、1955年3月18日に召集された第22回国会である。衆参の農林水産委員会はそれぞれの議院規則により所管が定められており、農林水産省所管を対象とする（衆議院規則92条8号、参議院規則74条8号）。
委員会の委員は、議院において選任される（国会法42条1項）。委員の選任は、すべて議長の指名によって行われる（衆議院規則37条、参議院規則30条1項）。実際には、各議院運営委員会において、各会派の議席数に応じて各委員会の委員の員数も配分され、個別の人事は配分された員数の範囲内で各会派によって行われる。
委員長は、委員の互選（国会法第25条）もしくは議長において指名（衆議院規則第15条第1項、参議院規則16条2項）で選任されると定められているが、後者の場合がほとんどである。この場合、事前に各会派間で協議された常任委員長各会派割当てと会派申出の候補者に基づいておこなわれる。なお、委員長に事故があった場合は理事が職務を行うことになっている（衆議院規則第38条第2項、参議院規則31条3項）。
理事の選任は委員の互選（衆議院規則第38条第2項、参議院規則32条2項）となっているが、第1回国会以来すべて委員長の指名により行われている。理事の員数および各会派割当ては議院運営委員会で決定した基準により、選挙など会派の構成が大きく変わった際に見直される。
農林水産委員会は第21回国会までは農林委員会と水産委員会に分かれていた。

## 衆議院
- 衆議院における委員の選任は、総選挙後初めて召集される会期の始めに行われる（国会法第42条および衆議院委員会先例集9号）か、国会法または衆議院規則の改正により必要となったとき（衆議院委員会先例集10号）のみであり、その他の場合は異動とみなし、委員の辞任と補欠選任で対処することになっている。
- 多くの会派は、総選挙後の国会と毎年秋に召集される臨時国会の冒頭で各委員の構成を見直すことを例としていることから、実際に委員の構成が大きく変わるのはその際である。
- 委員の会派割当数は所属議員の比率により議院運営委員会において決定される（国会法第46条および衆議院委員会先例集12号）。

### 組織
衆議院農林水産委員会の員数は40人である（衆議院規則92条）。委員長1名、理事8名が選出または指名される。
衆議院農林水産委員会の組織
2025年（令和7年）1月22日現在
- 農林水産委員長：御法川信英（自由民主党・無所属の会）
- 理事
  - 自由民主党・無所属の会：鈴木貴子、西田昭二、葉梨康弘
  - 立憲民主党・無所属：神谷裕、野間健、渡辺創
  - 日本維新の会：池畑浩太朗
  - 国民民主党・無所属クラブ：長友慎治
- 委員
  - 自由民主党・無所属の会：大空幸星、栗原渉、小池正昭、武村展英、田野瀬太道、根本拓、長谷川淳二、平沼正二郎、宮下一郎、森下千里、簗和生、山本大地
  - 立憲民主党・無所属：石川香織、岡田華子、金子恵美、小山展弘、近藤和也、西川将人、福田淳太、緑川貴士、柳沢剛、　山田勝彦
  - 日本維新の会：空本誠喜、林佑美
  - 国民民主党・無所属クラブ：許斐亮太郎、村岡敏英
  - 公明党：庄子賢一、角田秀穂
  - れいわ新選組：八幡愛
  - 有志の会：北神圭朗

### 所管事項
衆議院農林水産委員会の所管事項は次の通り（衆議院規則92条）。
1. 農林水産省の所管に属する事項

国政調査案件
1. 農林水産関係の基本施策に関する事項
2. 食料の安定供給に関する事項
3. 農林水産業の発展に関する事項
4. 農林漁業者の福祉に関する事項
5. 農山漁村の振興に関する事項

## 参議院

### 組織
参議院農林水産委員会の員数は20人である（参議院規則74条）。委員長1名、理事数名が選出または指名される（参議院規則第16条及び31条）。
参議院農林水産委員会の組織
2025年（令和7年）6月2日現在
- 農林水産委員長：舞立昇治（自由民主党）
- 理事：上月良祐、佐藤啓、山下雄平（自由民主党）、田名部匡代（立憲民主・社民・無所属）、舟山康江（国民民主党・新緑風会）
- 委員
  - 自由民主党：進藤金日子、滝波宏文、野村哲郎、藤木眞也、山田俊男、山本佐知子
  - 立憲民主・社民・無所属：徳永エリ、羽田次郎、横沢高徳
  - 公明党：窪田哲也、高橋光男
  - 日本維新の会：松野明美
  - 日本共産党：紙智子
  - 各派に属しない議員：寺田静

### 所管事項
参議院農林水産委員会の所管事項は以下の通り（参議院規則74条）。
1. 農林水産省の所管に属する事項

国政調査案件
1. 農林水産に関する事項

### 補足
参議院の農水委員会では牛乳が出る（他の委員会及び本会議では水道水のみ）。牛乳消費量が低迷した2006年、消費拡大を狙い与野党合意で始めたのがきっかけ（一時期衆議院でも行われていた）。

## 所管国務大臣
委員会が審査又は調査を行うときは、政府に対する委員の質疑は、国務大臣又は内閣官房副長官、副大臣若しくは大臣政務官に対して行う（衆議院規則45条の2、参議院規則42条の2）。どの国務大臣等に対して出席を求めるかは、各議院の委員会において、委員長及び理事の協議で決定される。農林水産委員会において出席を求められる主な国務大臣等は、以下の通り。
- 農林水産大臣
  - 小泉進次郎（自由民主党）
- 農林水産副大臣
  - 笹川博義（自由民主党）
  - 滝波 宏文（自由民主党）
- 農林水産大臣政務官
  - 庄子賢一（公明党）
  - 山本佐知子（自由民主党）